# Riff Raffy Daffy
Riff Raffy Daffy est un cartoon, réalisé par Arthur Davis et sorti en 1948, qui met en scène Porky Pig et Daffy Duck.